# 32. podmorniška flotilja (Wehrmacht)
Za druge 32. flotilje glejte 32. flotilja.
32. podmorniška flotilja je bila šolska podmorniška flotilja v sestavi Kriegsmarine med drugo svetovno vojno.

## Baze
- april - december 1944: Königsberg
- januar - maj 1945: Hamburg

## Podmornice
Razredi podmornic
- XXI, XXIII

Seznam podmornic
- U-2321, U-2322, U-2324, U-2325, U-2326, U-2327, U-2328, U-2329, U-2330, U-2331, U-2334, U-2335, U-2336, U-2337, U-2338, U-2339, U-2340, U-2341, U-2342, U-2343, U-2344, U-2345, U-2346, U-2347, U-2348, U-2349, U-2350, U-2351, U-2352, U-2353, U-2354, U-2355, U-2356, U-2357, U-2358, U-2359, U-2360, U-2361, U-2362, U-2363, U-2364, U-3001, U-3002

## Poveljstvo
Poveljnik
- Kapitan fregate Hermann Rigele (april 1944 - marec 1945)
- Kapitan korvete Ulrich Heyse (marec - maj 1945)